# Cephalothrix paragermanica
Cephalothrix paragermanica är en djurart som tillhör fylumet slemmaskar, och som beskrevs av Senz 1993. Cephalothrix paragermanica ingår i släktet Cephalothrix och familjen Cephalothricidae. Inga underarter finns listade i Catalogue of Life.